# Sidemia snelleni
Sidemia snelleni là một loài bướm đêm trong họ Noctuidae.